# Reformorden
Als Reformorden werden einige Ordensgemeinschaften bezeichnet, die sich im Mittelalter neu formierten und zum Teil selbst als solche verstanden. Darunter fallen die Reformgruppen, die monastisches Gemeinschaftsleben mit eremitischem Leben verknüpften, wie beispielsweise die Kartäuser und Kamaldulenser. Auch die aus der Wanderpredigerbewegung hervorgegangenen Ordensgemeinschaften wie die Prämonstratenser und Gilbertiner fallen unter diesen Begriff.
Der Zisterzienserorden ist ebenfalls als Reformorden zu verstehen, da er die Organisationsstruktur der Benediktiner neu gestaltete. Das Ziel, die Benediktsregel „strenger und vollkommener“ auszulegen und zu befolgen, wurde unter anderem durch die Aufwertung von Klosterverbänden angestrebt. Die selbständigen Klöster schufen so eine Großgemeinschaft, die gegenseitige Unterstützung und Kontrolle ermöglichte (Filiationssystem).
Mit Beginn des hohen Mittelalters hatten bereits verschiedene Reformbewegungen in einzelnen Klöstern dazu geführt, dass sich das monastische Leben neu organisierte. Die Ausgangspunkte dieser Bewegungen werden Reformklöster genannt (Anianische Reform, Cluniazensische Reform, Hirsauer Reform, Klosterreform von Gorze, Siegburger Reform, später Bursfelder Reformbewegung).
Andere, neugegründete Gemeinschaften, die nicht in der Tradition des monastischen Lebens stehen, hatten eher eine Reform des christlichen Lebens im Blick. Die Bettelorden (franziskanische Orden, Karmeliten und Dominikaner) werden daher gelegentlich ebenfalls als Reformorden bezeichnet, was jedoch „ihre ordensgeschichtliche Neuheit“ zu jener Zeit verdunkelt.
Von manchen Theologen werden auch die in der Katholischen Reform des 16. und 17. Jahrhunderts neu entstehenden Orden (z. B. Jesuiten, Kapuziner, Theatiner, Ursulinen, Mauriner etc.) als Reformorden bezeichnet.